# Golden Boy
Giải thưởng Cậu bé vàng (tiếng Anh: Golden Boy) là một giải thưởng được đưa ra bởi các nhà báo thể thao để vinh danh một cầu thủ trẻ dưới 21 tuổi xuất sắc nhất chơi ở giải đấu hàng đầu châu Âu trong một năm dương lịch do tờ báo thể thao Ý Tuttosport thành lập vào năm 2003.

## Tổng quan
Giải do tờ báo thể thao Tuttosport của Ý thành lập năm 2003. Các báo tham gia bao gồm Bild (Đức), Blick (Thụy Sĩ), A Bola (Bồ Đào Nha), l'Équipe, France Football (Pháp), Marca, Mundo Deportivo (Tây Ban Nha), Ta Nea (Hy Lạp), Sport Express (Nga), De Telegraaf (Hà Lan) và The Times (Vương quốc Anh). Mỗi thành viên đề cử 5 cầu thủ, sau đó sẽ cho 10 điểm cho các cầu thủ mà họ cho là ấn tượng nhất, 7 điểm cho thứ 2, 5 điểm cho thứ 3, 3 điểm cho thứ 4 và 1 điểm cho thứ 5. Tất cả các ứng cử viên phải dưới 21 tuổi và chơi ở giải cao nhất một quốc gia châu Âu.

## Người chiến thắng
| Năm  | Người chiến thắng    | Câu lạc bộ                       | Vị trí   | Năm sinh | Nguồn  |
| ---- | -------------------- | -------------------------------- | -------- | -------- | ------ |
| 2003 | Rafael van der Vaart | Ajax Amsterdam                   | Tiền vệ  | 1983     | [ 1 ]  |
| 2004 | Wayne Rooney         | Everton Manchester United F.C.   | Tiền đạo | 1985     | [ 1 ]  |
| 2005 | Lionel Messi         | F.C. Barcelona                   | Tiền đạo | 1987     | [ 1 ]  |
| 2006 | Cesc Fàbregas        | Arsenal F.C.                     | Tiền vệ  | 1987     | [ 1 ]  |
| 2007 | Sergio Agüero        | Atlético de Madrid               | Tiền đạo | 1988     | [ 1 ]  |
| 2008 | Anderson Oliveira    | Manchester United F.C.           | Tiền vệ  | 1988     | [ 2 ]  |
| 2009 | Alexandre Pato       | AC Milan                         | Tiền đạo | 1989     | [ 3 ]  |
| 2010 | Mario Balotelli      | Inter Milan Manchester City F.C. | Tiền đạo | 1990     | [ 4 ]  |
| 2011 | Mario Götze          | Borussia Dortmund                | Tiền vệ  | 1992     | [ 5 ]  |
| 2012 | Isco                 | Málaga CF                        | Tiền vệ  | 1992     | [ 6 ]  |
| 2013 | Paul Pogba           | Juventus F.C.                    | Tiền vệ  | 1993     | [ 7 ]  |
| 2014 | Raheem Sterling      | Liverpool                        | Tiền đạo | 1994     | [ 8 ]  |
| 2015 | Anthony Martial      | AS Monaco Manchester United      | Tiền đạo | 1995     | [ 9 ]  |
| 2016 | Renato Sanches       | Benfica                          | Tiền vệ  | 1997     | [ 10 ] |
| 2017 | Kylian Mbappé        | AS Monaco Paris Saint-Germain    | Tiền đạo | 1998     | [ 11 ] |
| 2018 | Matthis De Ligt      | Ajax Amsterdam                   | Hậu vệ   | 1999     | [ 12 ] |
| 2019 | João Félix           | Benfica Atlético Madrid          | Tiền đạo | 1999     | [ 13 ] |
| 2020 | Erling Haaland       | Borussia Dortmund                | Tiền đạo | 2000     | [ 14 ] |
| 2021 | Pedri                | F.C. Barcelona                   | Tiền vệ  | 2002     | [ 15 ] |
| 2022 | Gavi                 | F.C. Barcelona                   | Tiền vệ  | 2004     | [ 16 ] |
| 2023 | Jude Bellingham      | Borussia Dortmund Real Madrid    | Tiền vệ  | 2003     | [ 17 ] |
| 2024 | Lamine Yamal         | Barcelona                        | Tiền đạo | 2007     | [ 18 ] |

## Thắng giải thưởng theo vị trí
Tính đến 27 tháng 11 năm 2024
| Vị trí   | Số lần thắng |
| -------- | ------------ |
| Tiền đạo | 11           |
| Tiền vệ  | 10           |
| Hậu vệ   | 1            |

## Giải thưởng theo quốc gia
Tính đến 27 tháng 11 năm 2024
| Quốc gia    | Số lần thắng | Năm thắng                    |
| ----------- | ------------ | ---------------------------- |
| Tây Ban Nha | 5            | 2006, 2012, 2021, 2022, 2024 |
| Pháp        | 3            | 2013, 2015, 2017             |
| Anh         | 3            | 2004, 2014, 2023             |
| Argentina   | 2            | 2005, 2007                   |
| Brasil      | 2            | 2008, 2009                   |
| Hà Lan      | 2            | 2003, 2018                   |
| Bồ Đào Nha  | 2            | 2016, 2019                   |
| Ý           | 1            | 2010                         |
| Đức         | 1            | 2011                         |
| Na Uy       | 1            | 2020                         |

## Giải thưởng theo câu lạc bộ
Tính đến 27 tháng 11 năm 2024
Năm được in đậm được chia sẻ chiến thắng với câu lạc bộ khác.
| Câu lạc bộ          | Số lần thắng | Năm thắng              |
| ------------------- | ------------ | ---------------------- |
| Barcelona           | 4            | 2005, 2021, 2022, 2024 |
| Borussia Dortmund   | 3            | 2011, 2020, 2023       |
| Manchester United   | 3            | 2004, 2008, 2015       |
| Ajax                | 2            | 2003, 2018             |
| Atlético Madrid     | 2            | 2007, 2019             |
| Monaco              | 2            | 2015, 2017             |
| Benfica             | 2            | 2016, 2019             |
| Everton             | 1            | 2004                   |
| Arsenal             | 1            | 2006                   |
| Milan               | 1            | 2009                   |
| Manchester City     | 1            | 2010                   |
| Inter Milan         | 1            | 2010                   |
| Málaga              | 1            | 2012                   |
| Juventus            | 1            | 2013                   |
| Liverpool           | 1            | 2014                   |
| Bayern Munich       | 1            | 2016                   |
| Paris Saint-Germain | 1            | 2017                   |
| Real Madrid         | 1            | 2023                   |